# Dunlap (Tennessee)
Dunlap és una població dels Estats Units a l'estat de Tennessee. Segons el cens del 2000 tenia 4.173 habitants.

## Demografia
Segons el cens del 2000, Dunlap tenia 4.173 habitants, 1.642 habitatges, i 1.182 famílies. La densitat de població era de 186,9 habitants/km².
Dels 1.642 habitatges en un 33,5% hi vivien nens de menys de 18 anys, en un 53,6% hi vivien parelles casades, en un 14,3% dones solteres, i en un 28% no eren unitats familiars. En el 25,3% dels habitatges hi vivien persones soles el 10,9% de les quals corresponia a persones de 65 anys o més que vivien soles. El nombre mitjà de persones vivint en cada habitatge era de 2,47 i el nombre mitjà de persones que vivien en cada família era de 2,9.
Per edats la població es repartia de la següent manera: un 24,7% tenia menys de 18 anys, un 9,6% entre 18 i 24, un 28,3% entre 25 i 44, un 22,9% de 45 a 60 i un 14,5% 65 anys o més.
L'edat mediana era de 36 anys. Per cada 100 dones de 18 o més anys hi havia 90,5 homes.
La renda mediana per habitatge era de 30.647 $ i la renda mediana per família de 34.542 $. Els homes tenien una renda mediana de 26.118 $ mentre que les dones 19.952 $. La renda per capita de la població era de 17.567 $. Entorn del 18,1% de les famílies i el 20,1% de la població estaven per davall del llindar de pobresa.

## Poblacions més properes
El següent diagrama mostra les poblacions més properes.